# Тбилиско језеро
Тбилиско језеро (груз. თბილისის ზღვა) вештачко је језеро у близини Тбилисија које служи као резервоар. Језеро има дужину од 8,75 km и ширине је 2,85 км. Резервоар је отворен 1953. године и постао је популаран рекреациони центар. Планирано је да се језеро и његова околина претворе у рекреационо-забавни парк са разним спортским објектима.